# Calangianus
Calangianus (sardinsky: Caragnàni, Calanzànos) je italská obec (comune) v provincii Sassari v regionu Sardinie. Nachází se ve výšce 518 metrů nad mořem a má přibližně 3 800 obyvatel. Rozloha obce je 126,35 km².